# Leptocerus agamemnon
Leptocerus agamemnon är en nattsländeart som beskrevs av Malicky och Chantaramongkol 1996. Leptocerus agamemnon ingår i släktet Leptocerus och familjen långhornssländor. Inga underarter finns listade i Catalogue of Life.